# Ivan Jakovčić
Ivan (Nino) Jakovčić, né le 15 novembre 1957 à Poreč, est un homme politique de Croatie. Ancien député puis ministre de l'intégration européenne, il est à la tête du comitat d'Istrie depuis 2001.

## Biographie
Il est diplômé en commerce extérieur à l'Université de Zagreb. 

## Carrière politique
- 2006-2011 : président de l’Eurorégion Adriatique[1]
- De 2003 à 2006 : vice-président de l'Assemblée des régions d’Europe
- Depuis 2001 : župan du comitat d'Istrie
- Janvier 2000 - juin 2001 : ministre de l'intégration européenne
- 1992 1995 2000 élu député au parlement (Diète de Croatie (Sabor))
- De 1992 à 1995 :
  - président du Comité inter-régional pour les affaires et questions d'immigration de la région d'Istrie
  - membre du comité pour la politique étrangère du gouvernement croate
- 1991-2014 : président de la Diète démocrate istrienne (IDS-DDI)